# Södra Mörttjärnen (Glava socken, Värmland)
Södra Mörttjärnen är en sjö i Arvika kommun i Värmland och ingår i Göta älvs huvudavrinningsområde.